# Girotondo (Schnitzler)
Girotondo (Reigen) è un'opera teatrale dello scrittore e drammaturgo austriaco Arthur Schnitzler.

## Storia
Schnitzler scrisse il testo nell'inverno 1896-1897 col titolo Liebesreigen (Girotondo d'amore). Nel 1900 l'autore fece stampare duecento copie a proprie spese, destinate agli amici. Nell'aprile 1903 venne pubblicato da Fritz Freund per Wiener Verlag, ottenendo un grande successo con 35 000 copie stampate al marzo 1904, quando le vendite furono bloccate per l'intervento della censura.
Il 23 aprile 1909 l'attrice Mady Christians ne diede una lettura scenica a Berlino.
La prima rappresentazione, senza l'autorizzazione di Schnitzler, avvenne il 13 ottobre 1912 a Budapest.
Dopo vari contatti con il regista Max Reinhardt, la prima rappresentazione con l'approvazione dell'autore ebbe luogo il 23 dicembre 1920 al Kleines Schauspielhaus di Berlino, mentre il debutto a Vienna avvenne il 1º febbraio 1921 al Volkstheater per la regia di Heinz Schulbaur.
Dal 5 al 18 novembre 1921 si tenne a Berlino il processo nei confronti dei direttori del teatro, del regista e degli attori, accusati di «comportamento indecente».
Il processo si concluse con l'assoluzione degli imputati in quanto lo spettacolo non venne ritenuto «osceno od offensivo».
Nonostante l'esito processuale, a causa dei continui attacchi, moralistici e antisemiti, nel 1922 Arthur Schnitzler non concesse l'autorizzazione di rappresentare Reigen nei teatri di lingua tedesca. Fu solo a fine 1981 che suo figlio Heinrich revocò tale decisione.

## Trama
L'intreccio si basa sugli incontri tra dieci personaggi di dieci differenti condizioni sociali e umane: la prostituta, il soldato, la cameriera, il giovane signore, la giovane signora, il marito, la ragazzina, il poeta, l'attrice, il conte. In una serie di dieci quadri i personaggi dialogano due alla volta, per poi concludere immancabilmente il dialogo con un rapporto sessuale che tuttavia non viene mai mostrato o agito in scena. Uno dei due personaggi è poi protagonista anche del quadro successivo, in modo da creare un concatenarsi di atti sessuali che legano le sorti della vicenda, di cui non esiste una effettiva trama. Da qui il titolo: quando il conte, ultimo personaggio ad entrare in scena, si congiunge alla prostituta, la danza sessuale ha termine. O meglio, va da qui all'infinito.

### Scene
1. La prostituta e il soldato
2. Il soldato e la cameriera
3. La cameriera e il giovane signore
4. Il giovane signore e la giovane signora
5. La giovane signora e il marito
6. Il marito e la ragazzina
7. La ragazzina e il poeta
8. Il poeta e l'attrice
9. L'attrice e il conte
10. Il conte e la prostituta

## Interpretazioni dell'opera
Girotondo è un'amara critica all'impossibilità umana di amare, o meglio alle difficoltà che un amore puro implica nel realizzarsi. I contatti umani sono ridotti a mero comportamento sessuale, pura furia negli istinti e negli intenti. Ma l'atto sessuale che conclude ogni quadro è preceduto da un corteggiamento, una sorta di rito o danza dell'accoppiamento: i dialoghi e le interazioni tra i personaggi tendono a far risaltare l'aspetto grottesco di una comunicazione che tende solo a celarne i veri intenti. Non a caso coloro che vengono coinvolti nel girotondo sono poi rappresentanti di tutte le classi sociali senza distinzioni: l'aridità colpisce tutti inevitabilmente, come la morte. Nella forma drammatica si rovescia la commedia di gusto francese, i cui intrighi amorosi riempivano di vita i personaggi: il sostrato comune di Girotondo è invece la banalità, il quotidiano, l'inutilità di convenzioni e la retorica che, di fatto, smascherano il personaggio della sua veste sociale (attrice, conte, prostituta, soldato eccetera) per renderlo schiettamente umano.

## Edizioni italiane
- Girotondo: dieci dialoghi, traduzione di Telesio Interlandi e Boris Gurevich, Roma, Gurevich, 19...
- Girotondo, traduzione di Maria Letizia Ascarelli, Collana Biblioteca n.48, Roma, De Carlo, 1945.
- Girotondo e altre commedie, a cura di Paolo Chiarini, Collana Supercoralli, Torino, Einaudi, 1959.
- Girotondo, traduzione di Paolo Chiarini, Collezione di teatro n.189, Torino, Einaudi, 1975. - trad. riveduta di P. Chiarini, Collezione di teatro, Einaudi, 1983, ISBN 88-06-41111-X.
- Reigen, a cura di F. De Pascale e F. Lohs, Principato, 1992, ISBN 978-88-416-4703-5. - Collana Invito lettura. Classici tedeschi per la scuola, Innocenti, 1992.
- Girotondo, traduzione di Fulvia Cardella, Collana Grandi Tascabili Economici n.725, Roma, Newton Compton, 2012, ISBN 978-88-541-3497-3.
- Reigen. Girotondo. Le Ronde, trad. e cura di Gabriella Rovagnati, Pisa, Edizioni ETS, 2012, ISBN 978-88-467-3493-8.

## Adattamenti
Nel 1993 il compositore, librettista e paroliere americano Michael John LaChiusa ha realizzato un adattamento musicale dell'opera, intitolata Hello Again. Il musical è andato in scena per 101 repliche al Lincoln Center di New York.
Girotondo è stato riadattato più volte sulle scene con diverse chiavi di lettura. Tra gli adattamenti teatrali di maggior successo ci sono: The Blue Room di David Hare con Nicole Kidman (1998), Seduction (2004) e Fucking Men (2009).
Per quanto riguarda il cinema, sono stati realizzati diversi film basati sull'opera:
- Il piacere e l'amore di Roger Vadim (1964)
- Il piacere e l'amore di Max Ophüls (1950)
- Sleeping Around di Marco Carniti (2008)
- Passioni e desideri (360), regia di Fernando Meirelles (2011)